# Caçu
Caçu este un oraș în Goiás (GO), Brazilia.